# General Motors
General Motors Company (GMC o simplemente GM) es una compañía estadounidense que fabrica automóviles, camiones y motores. Fue fundada en 1908 con el nombre de General Motors Corporation y reestructurada a partir del año 2009 bajo su actual denominación. Su sede central se encuentra en la ciudad de Detroit, Míchigan.

## Historia
Durante gran parte del siglo XX, GM fue reconocido como el primer productor mundial de automóviles, teniendo bajo su abanico de marcas a la firma Chevrolet, considerada la marca más vendida de este siglo. Al mismo tiempo, completaban este catálogo inicial marcas como Buick, Cadillac, GMC, Pontiac (cerrada en 2008), Oldsmobile (cerrada en 2004), Saturn (cerrada en 2010) y Hummer (cerrada en 2010). La expansión de General Motors llegaba a otros lados del mundo como el continente europeo, donde fue propietaria de Opel, Vauxhall Motors y Saab Automobile, esta última vendida en 2010 al consorcio Spyker, el asiático GM Korea-Daewoo de Corea del Sur y Subaru de Japón, esta última vendida parcialmente a Toyota; y el de Oceanía Holden de Australia, disuelta el 2020.
Tras varios años al frente de la producción mundial de automóviles, en 2009 perdió su liderazgo como resultado de una fuerte crisis, que desembocó en la quiebra de la General Motors Corporation y dio lugar a la fundación de la General Motors Company. Esta reestructuración trajo aparejado el desprendimiento de varias de sus firmas, muchas de las cuales fueron vendidas y otras directamente desactivadas, siendo la última venta la del holding Opel-Vauxhall al Groupe PSA francés en el año 2017. Tras esta reestructuración, GM consiguió reubicarse en la tercera posición tras la japonesa Toyota y la alemana Grupo Volkswagen. Ese antiguo liderazgo sería finalmente recuperado en 2011, tras una fuerte recesión en Japón producto de un desastre natural, que haría perder a Toyota su corto liderazgo a nivel mundial.
Salvo excepciones, General Motors ha vendido sus modelos a través de varias marcas distintas. En 2005, la firma vendió en todo el mundo 9 170 000 de vehículos de las siguientes divisiones: Buick, Cadillac, Opel, GMC, GM Korea, Hummer (ahora disuelta), Oldsmobile (ahora disuelta), Pontiac (ahora disuelta), Saab (vendida a Spyker, formando Saab Spyker Automobile), Saturn (ahora disuelta), Holden (ahora disuelta) y Chevrolet. GM gestiona una financiera, la GMAC Financial Services, que ofrece financiación y seguros de automóvil, residenciales y comerciales. La subsidiaria de GM OnStar provee servicios de información y seguridad de vehículos.
Debido a la crisis económica mundial, en 2009 la empresa se declaró en quiebra. Para su reestructuración, de acuerdo con el capítulo 11 de la Ley de Quiebras de Estados Unidos se creó una compañía nueva, con el nombre General Motors Company. La nueva General Motors ahora posee los activos más importantes de la vieja GM, que pasó de llamarse General Motors Corporation a Motors Liquidation Company para su liquidación. El gobierno estadounidense, inyectó un total de US$50 000 000 000 (equivalente a $71 009 771 987 en 2023) en la compañía y a cambio, se quedó con el 60% de las acciones en ese momento.
Sin embargo, a pesar de todas estas adversidades, la empresa ha conseguido recuperar su puesto de liderazgo en el mercado mundial, relegando a su sucesora Toyota al tercer lugar, como producto de la recesión sufrida por la industria japonesa a causa del Terremoto y tsunami de Japón de 2011, en la zona de la localidad de Fukushima. A causa de esta recesión, General Motors recuperó su liderazgo a fines de la década del 2000, lo que también permitió que el gigante alemán Volkswagen consiguiera apoderarse del segundo lugar, mandando a Toyota al tercer escalón del podio.
La marca Chevrolet celebró el 3 de noviembre de 2011, el centenario de su fundación en 1911. Desde la fusión de esta firma con la General Motors, fue la automotriz insignia de la compañía, llegando a ser la marca de automóviles más vendida del mundo en el siglo XX. La marca nació con el nombre de Chevrolet Motor Car Company, fruto de la alianza entre Louis Chevrolet y William Crapo Durant en el año 1911, con el objetivo de fabricar coches pequeños y económicos.
Louis Chevrolet, de origen suizo y nacionalizado estadounidense, era piloto de carreras. William Crapo Durant, también estadounidense, fue el fundador de General Motors en 1908. Después de problemas financieros que provocaron su salida de la administración de GM, se asoció con Louis Chevrolet para crear la marca Chevrolet.
En 1915, las diferencias entre Chevrolet y Durant llegaron a tal punto que Louis Chevrolet decidió venderle a Durant su participación y salir de la compañía. La marca Chevrolet pasó a formar parte del holding General Motors. Chevrolet fue tan rentable que Durant pudo comprar la mayor parte de las acciones de GM y reconvertirse en su presidente en 1917, tras su expulsión en 1910 por haberla puesto al borde de la bancarrota. En 1920, nuevamente sería expulsado de GM por su pésima administración, pero esta vez de forma definitiva.

## Automovilismo

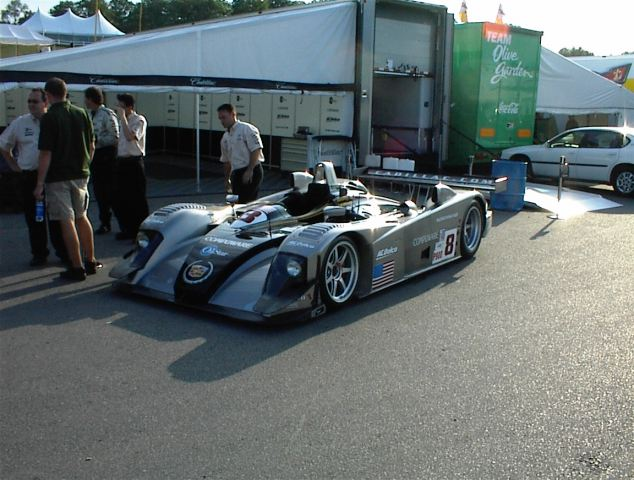
Un Cadillac Northstar LMP Motorsport

General Motors tiene una extensa historia en numerosas formas de automovilismo. Vehículos de la mayoría de las marcas de GM han sido representados en competición, donde quizá Chevrolet es el más prominente. En particular, el Chevrolet Corvette ha sido popular y exitoso en carreras internacionales de gran turismo. GM también es un suministrador de componentes de carrera, como motores, transmisiones y electrónica.
La línea de motores de GM Oldsmobile Aurora fue exitosa en carreras open wheel de estilo Indy durante los años 1990, ganando muchas carreras en la pequeña clase V8. Un Aurora V8 no modificado en el Aerotech, consiguió 47 récords mundiales, incluyendo el de resistencia de velocidad en el Motorsports Hall of Fame de Estados Unidos. El Cadillac V-Series también ha entrado en las carreras. GM también ha usado muchos coches en la serie de carreras estadounidenses NASCAR. El Chevrolet Camaro es el único participante en la serie, pero en el pasado los Pontiac Grand Prix, Buick Regal, Oldsmobile Cutlass, Chevrolet Lumina, MonteCarlo SS, Malibú, Impala SS y Chevrolet SS también fueron usados.
En Argentina tuvo una destacada actuación en el Turismo Competición 2000, el modelo Chevrolet Astra, derivado del alemán Opel Astra que, si bien la compañía introdujo muy tarde, 24 años después de la creación de la categoría en 1980, se alzó con tres títulos en solo siete años de participación: 2004, 2006 y 2007. Cabe destacar además la activa participación de la marca Chevrolet en este país, en la categoría Turismo Carretera, desde sus comienzos en 1937 hasta la actualidad, cosechando un total de 15 títulos. Además de participar en estas dos categorías, General Motors tuvo participación en los años 1970, en el Campeonato Argentino de Turismo Nacional. El modelo utilizado fue el Opel K-180. Sin embargo, después del cierre de la compañía en 1978, la compañía no tuvo representación hasta entrado el siglo XXI, con la llegada de los Chevrolet Astra. También la marca tiene participación en el Top Race, donde inicialmente fue representado por el Chevrolet Vectra y luego por el Chevrolet Cruze.
En Brasil también tuvo una gran participación en el deporte automovilístico, cuando fue creado el Stock Car Brasil, reemplazando el anterior Campeonato Brasilero de Turismos. En la antigua categoría, Chevrolet intervenía con su modelo Opala, enfrentándose a los Ford Maverick. Mientras que en la actual categoría comenzó siendo una monomarca Chevrolet durante mucho tiempo, siendo utilizados los Chevrolet Opala, que fueron reemplazados por prototipos creados con el chasis y motor del Opala; y más tarde reemplazados por los Opel Omega. Después de ellos vinieron los Vectra II y Astra. Más adelante la categoría admitió coches de otras marcas siendo Chevrolet representada sucesivamente por los Astra, Vectra III y Sonic. Actualmente el modelo representativo de la marca es el Cruze II.
A partir de 2026, General Motors ingresará a la Fórmula 1 como 11.º equipo bajo su división Cadillac. El equipo utilizará motores Ferrari durante sus primeros dos años hasta que GM fabrique sus propias unidades de potencia para la temporada 2028, usando la estructura global de Andretti Autosport.

## Dirección y estructura corporativa

### Accionistas de General Motors Liquidation Company
- Gobierno de Canadá 25%.
- Otros 23%.

### Presidentes de la junta directiva de General Motors
- Thomas Neal (19 de noviembre de 1912 - 16 de noviembre de 1915)
- Pierre S. du Pont (16 de noviembre de 1915 - 7 de febrero de 1929)
- Lammot du Pont (7 de febrero de 1929 - 3 de mayo de 1937)
- Alfred P. Sloan, Jr. (3 de mayo de 1937 - 2 de abril de 1956)
- Albert Bradley (2 de abril de 1956 - 31 de agosto de 1958)
- Frederic G. Donner (1 de septiembre de 1958 - 31 de octubre de 1967)
- James M. Roche (1 de noviembre de 1967 - 31 de diciembre de 1971)
- Thomas A. Murphy (1 de diciembre de 1974 - 31 de diciembre de 1980)
- Roger B. Smith (1 de enero de 1981 - 31 de julio de 1990)
- Robert C. Stempel (1 de agosto de 1990 - 1 de noviembre de 1992)
- John G. Smale (2 de noviembre de 1992 - 31 de diciembre de 1995)
- John F. Smith Jr. (1 de enero de 1996 - 30 de abril de 2003)
- G. Richard Waggoner Jr. (1 de mayo de 2003 - 31 de marzo de 2009)
- Fritz Henderson (1 de abril de 2009 - 1 de diciembre de 2009)
- Ed Whitacre (1 de diciembre de 2009.[10]

### Presidentes de General Motors
- George E. Daniels (22 de septiembre de 1908 - 20 de octubre de 1908)
- William M. Eaton (20 de octubre de 1908 - 23 de noviembre de 1910)
- James J. Storrow (23 de noviembre de 1910 - 26 de enero de 1911)
- Thomas Neal (26 de enero de 1911-19 de noviembre de 1912)
- Charles W. Nash (19 de noviembre de 1912 - 1 de junio de 1916)
- William C. Durant (1 de junio de 1916 - 30 de noviembre de 1920)
- Pierre S. du Pont (30 de noviembre de 1920-10 de mayo de 1923)
- Alfred P. Sloan, Jr. (10 de mayo de 1923 - 3 de mayo de 1937)
- William S. Knudsen (3 de mayo de 1937 - 3 de septiembre de 1940)
- Charles E. Wilson (6 de enero de 1941 - 26 de enero de 1953)
- Harlow H. Curtice (2 de febrero de 1953 - 31 de agosto de 1958)
- John F. Gordon (1 de septiembre de 1958 - 31 de mayo de 1965)
- James M. Roche (1 de junio de 1965 - 31 de octubre de 1967)
- Edward N. Cole (1 de noviembre de 1967 - 30 de septiembre de 1974)
- Elliott M. Estes (1 de octubre de 1974 - 31 de enero de 1981)
- F. James McDonald (1 de febrero de 1981 - 31 de agosto de 1987)
- Robert C. Stempel (1 de septiembre de 1987 - 31 de julio de 1990)
- Lloyd E. Reuss (1 de agosto de 1990 - 6 de abril de 1998)
- John F. Smith Jr. (5 de octubre de 1998 - 30 de abril de 2003).[11]

## Cuestiones corporativas

### Políticas sociales y medioambientales
GM ha sido siempre una empresa que fabricaba coches pesados, grandes, contaminantes y con un consumo de combustible excesivo, viéndose beneficiada por los aranceles a camionetas de otros proveedores extranjeros, el llamado impuesto del pollo, nunca tuvo necesidad de competir contra ellos esos aspectos. Esto ha cambiado a raíz de la crisis económica y el alza del precio de los carburantes. En 2008 comenzó a fabricar modelos como el GMC Yukon Hybrid o el actual Cadillac Escalade Hybrid. En la actualidad la empresa está concentrada en el desarrollo del nuevo Chevrolet Volt que es el primer vehículo híbrido eléctrico enchufable, el cual ya estaba siendo comercializado en los Estados Unidos desde mediados de 2010 y se esperaba que a Latinoamérica y Europa empezara su venta a mediados de 2012.

### Vehículos alternativos
General Motors ha trabajado desde hace tiempo en vehículos de tecnología alternativa, y recientemente ha liderado la industria con vehículos Flex Fuel de combustión limpia que pueden funcionar con etanol E85 o gasolina. La empresa fue la primera en usar turbocompresores y fue una de las primeras defensoras de los motores V6 en los años 1960, pero pronto perdió interés, ya que la carrera de los muscle cars tuvo lugar. Ellos demostraron vehículos de turbina de gas alimentados con queroseno, un área de interés en toda la industria a finales de los años 1950, pero a pesar del gran reciclaje térmico (desarrollado por Chrysler) el consumo de combustible era demasiado alto y el par de arranque demasiado bajo para el uso diario. Fueron también unos de los primeros en obtener una licencia de la tecnología del motor Wankel, incluso desarrollando el Chevrolet Monza alrededor de la central eléctrica, pero abandonaron la configuración de motor alternativa en vista de la crisis del petróleo de 1973. En los años 1970 y 1980, GM presentó los motores Diésel y las tecnologías de desactivación de cilindros con resultados desastrosos debido a la poca durabilidad en los motores Diésel de Oldsmobile, ya que este era un motor de gasolina modificado; y cuestiones de conducción en el Cadillac con motores de 4-6-8 cilindros.
En 1996, GM introdujo el EV1, el primer vehículo eléctrico moderno producido en masa, que solamente estaba disponible en arrendamiento. A pesar de la publicidad positiva generada por este vehículo y una larga lista de espera para los automóviles, la empresa canceló el programa después de solo una pequeña producción, según ellos debido a una "falta de interés de los consumidores". GM forzó la devolución de los vehículos EV1, aunque algunos propietarios querían quedarse con ellos. La historia del desapoyo de GM para su propio producto, es relatado en el documental de 2006 Who Killed the Electric Car? (en español: ¿Quién Mató al Vehículo Eléctrico?) La comercialización del EV1 en el estado de California se debió al mandato del vehículo de cero emisiones que ese estado estableció en 1990, el cual obligaba a los fabricantes de automóviles a producir cuotas preestablecidas de ese tipo de vehículos que respetan el medio ambiente. La retirada del mercado del EV1 está asociada a la suavización del mandato por presión de todos los fabricantes automotrices.

### Iniciativa híbrida
GM presentó el primer vehículo híbrido comercial y fue uno de los primeros innovadores en el desarrollo del vehículo híbrido, fabricando trenes diésel-eléctricos desde los años 1930 (pero sin recuperación de la energía almacenada) y autobuses desde los años 1990. En mayo de 2004, GM presentó la primera pickup híbrida, así como una vagoneta híbrida. En 2005 aparece el nuevo vehículo conceptual híbrido Opel Astra Diésel. El Saturn VUE Green Line de 2006 es el primer vehículo de pasajeros híbrido de GM, pero también es un diseño suave. GM ha insinuado que las nuevas tecnologías híbridas empleadas se optimizarán para mayores velocidades como las que se encuentran conduciendo en autopistas.
Cada una de las divisiones automotrices de GM fueron una vez dirigidas a segmentos de mercado específicos y, a pesar de algunos componentes compartidos, cada una se distinguía de las otras con un estilo y (hasta cierto punto) tecnología únicos. Los componentes compartidos y la gestión corporativa común crearon economías de escala considerables, mientras las distinciones entre las divisiones crearon un camino de mejora ordenado, con un nivel de primer comprador comenzando con un práctico y económico Chevrolet y, suponiendo prosperidad progresiva del comprador, moviéndose a través de ofertas de varias divisiones hasta la adquisición de un Cadillac. Las divisiones no estaban compitiendo entre ellas, sino pasándose el mismo cliente, que entonces siempre estaría comprando un producto GM con los beneficios fluyendo hacia una única corporación.
La industria de la posguerra se enamoró del concepto de "obsolescencia planificada", puesto en práctica por las innovaciones técnica y de estilo, con un ciclo de producto típico de tres años dentro de la industria. En este ciclo, un nuevo esqueleto de forma básico era presentado y entonces modificado en los dos años siguientes con cambios menores de estilo. Ford, GM y Chrysler compitieron vigorosamente en este nuevo entorno.
Para 1958, las distinciones entre divisiones comenzaron a difuminarse, con la disponibilidad de motores de altas prestaciones en los Chevrolet y Pontiac y la introducción de modelos con tapicería de alta calidad como el Chevrolet Impala y el Pontiac Bonneville que tuvieron un precio en línea con algunas ofertas de Oldsmobile y Buick. Durante ese tiempo Pontiac, Oldsmobile y Buick presentaron modelos compactos con estilo y precio similares. Para 1961, la antigua estructura "escalera" entre divisiones había casi desaparecido.
A mediados de 1960, la mayoría de los vehículos de GM estuvieron fabricados en unas pocas plataformas comunes y en los años 1970, comenzaron a usar paneles de sellado de chasis casi idénticos, difiriendo solamente en la tapicería interna y en las terminaciones exteriores. Esto se vio especialmente en los vehículos de pasajeros compactos ofrecidos por las divisiones. No obstante, el período de 1960-75 fue quizá el mejor en la historia de GM, ya que finalmente obtuvo un mercado ligeramente superior al 50% del mercado estadounidense.
El Chevrolet Vega presentado para automóvil del año en 1971, dañó la reputación de GM más que quizá cualquier otro vehículo en su historia. Plagado de problemas de oxidación y un motor de aluminio que era propenso a fallar con poco kilometraje, el automóvil no fue diseñado y fabricado con los estándares que los consumidores esperaban de GM.
En los años 1980, el vehículo más exitoso de una división frecuentemente "rebautizaba" a varios modelos de diferentes divisiones, todos posicionados cerca el uno del otro en el mercado. Así, la principal competencia de un nuevo modelo de GM podría ser otro modelo originado de la misma plataforma. Esto llevó a la llamada "canibalización" del mercado, donde las divisiones respectivas de GM perdieron el tiempo robándose ventas las unas a las otras, mientras otros esfuerzos más coordinados (notablemente de los fabricantes japoneses) pudieron conseguir aumentar la penetración en el mercado.
A finales de los años 1990, la economía estadounidense estaba creciendo y GM y Ford ganaron cuota de mercado produciendo enormes beneficios principalmente con la venta de camiones ligeros y vehículos deportivos utilitarios. De 2000 a 2001, la Reserva Federal, en un movimiento para sofocar el mercado de valores, aumentó la tasa de interés 12 veces sucesivamente. Después de los atentados del 11 de septiembre de 2001, una bajada severa de la bolsa de valores magnificó el efecto de la pensión histórica y del fondo de beneficios de GM, precipitando una crisis. A la vez, esta crisis afectaba a otras empresas estadounidenses con historias similares como Ford, DaimlerChrysler AG y United Airlines. GM comenzó su campaña Keep America Rolling, que estimuló las ventas, y otros fabricantes de automóviles se vieron forzados a hacer lo mismo, de forma que los fabricantes estadounidenses vieron deteriorarse los márgenes de beneficios.
En 2004, GM redirigió recursos del desarrollo de los nuevos modelos sedán a una acelerada renovación de sus camiones ligeros y SUVs para presentarlos como modelos de 2007 a principios de 2006. Poco después de esta decisión, los precios del combustible aumentaron más de un 50% y esto a su vez afectó al valor de los plazos de los vehículos usados y la conveniencia percibida de nuevas ofertas en estos segmentos del mercado. El plan de mercadotecnia actual está intentando vender extensamente estos vehículos modificados para ofrecer la mejor economía de combustible en su clase. GM afirma que sus camiones híbridos tendrán ahorros de un 25% de consumo de combustible.
En el verano de 2005 GM anunció que, de manera inmediatamente efectiva, su emblema corporativo metalizado "Mark of Excellence" comenzará a aparecer en todos los vehículos recientemente presentados y todos los nuevos modelos de vehículos de 2006 producidos y vendidos en América del Norte. Este movimiento se ve como un intento de GM de asociar su nombre y sus marcas de vehículos más cercanamente. Las marcas de vehículos de la empresa incluyen Chevrolet, Pontiac, Buick, GMC, Cadillac, Saab, Hummer y Saturn.
GM fomentó las ventas a través de un descuento de empleados a todos los compradores. Comercializados como el precio más bajo posible, GM limpió una acumulación de inventario de modelos de 2005 para hacer camino hacia su línea de 2006. Aunque la publicidad fue una inyección temporal para las ventas, no ayudó al balance final de la empresa. Así, GM ha comenzado a utilizar un énfasis renovado en las características del producto en sus anuncios y no solamente el precio.

### Economía
Como es el caso de los otros dos fabricantes de automóviles estadounidenses, las tasas de cambio internacionales modifican las estrategias de ventas en suelo estadounidense y tienden a ayudar a las importaciones japonesas y coreanas, aunque no a las ventas de los vehículos fabricados en América. Se acusó a Japón y China de manipular las tasas de cambio para obtener una ventaja en el mercado a través de compras de Tesoros estadounidenses después de los atentados del 11 de septiembre de 2001 violando el artículo IV de los Acuerdos del Fondo Monetario Internacional; esta acusación se hizo en vistas ante el Comité del Senado estadounidense sobre Banca, Vivienda, y Asuntos Urbanos del 1 de mayo de 2002 por el economista y antiguo embajador Ernest Preeg en nombre de los fabricantes estadounidenses. La esperada futura entrada de China en el mercado automotriz de Estados Unidos, sería probablemente aventajado por las irreales tasas de cambio de moneda.
En marzo de 2005, el Gobierno de Canadá proporcionó 200 000 000 C$ en incentivos a General Motors para sus fábricas de Ontario; y el otoño pasado proporcionó 100 000 000 C$ a Ford Motor Company para expandir la producción y proporcionar puestos de trabajo, según Jim Harris. Incentivos similares se prometieron a empresas automovilísticas no norteamericanas como Toyota; el Premier Dalton McGuinty dijo que el dinero que la provincia y Ottawa se comprometían para el proyecto estaba bien invertido. Su gobierno ha destinado 400 000 000 C$, incluyendo el último paquete para Toyota de 125 000 000 C$, al sector automotriz de la provincia, que ayudó a financiar proyectos de la industria por un valor de 5 000 000 000 C$.
En 2004, por primera vez el número total de automóviles producidos por todos los fabricantes en Ontario superó a los producidos en Míchigan.
En 2007 se registraron US$38 700 000 000 (equivalente a $56 866 827 155 en 2023) de pérdidas, las mayores de su historia. La mayor parte de esta cantidad se debe a incluir US$38 300 000 000 (equivalente a $56 279 056 331 en 2023) de gastos especiales por créditos fiscales no utilizados. Sin tener en cuenta los gastos especiales la pérdida neta se reduciría a US$23 000 000 (equivalente a $33 796 822 en 2023), una mejora respecto al año 2006. Junto a este anuncio también se comunicó que la empresa llevaría a cabo 74 000 bajas incentivadas.
En el año 2009 se confirmó que la economía de GM estaba entrando en un profundo receso respecto a las economías de sus pares Ford y Chrysler LLC. El lunes 1 de junio de 2009 se declaró la bancarrota de la compañía, poniéndose en marcha un plan de salvataje, orquestado por el Gobierno de los Estados Unidos en el cual se anunció el inicio de una serie de recortes participativos de la compañía. Producto de estos recortes, fueron desactivadas y dadas de baja las marcas Pontiac y Oldsmobile, mientras que se inició la venta de otras subsidiarias tales como Saturn, Hummer, Opel, Saab o NUMMI, la cual pasó 100% a manos de Toyota. A todo esto, la posición ocupada por la marca Holden en Australia, permitió que dicha marca logre salvarse de dicho recorte, manteniendo su posición como representante del grupo en el mercado continental de Oceanía.
Para el año 2010, General Motors lanzó una campaña de globalización de su marca emblema Chevrolet, la cual consiste en la producción y venta de vehículos Chevrolet de diseño y producción propia, evitando las sinergias como cuando producía modelos de otras marcas bajo el emblema de Chevrolet. Los primeros coches lanzados bajo este concepto fueron los turismos Chevrolet Aveo y Chevrolet Cruze. Se inicia también en el Mercosur la puesta en marcha del "Proyecto Viva", producto del cual son producidos el hatchback Chevrolet Agile y la pickup Chevrolet Montana. El sedán de representación Chevrolet Malibú también es incorporado a la política global, recibiendo en 2010 el rediseño inspirado en los modelos mencionados. A fines de ese año, la compañía consigue recuperar a la marca alemana Opel, la cual fue puesta en venta por GM, recibiendo un apoyo financiero por parte del Gobierno Alemán y que finalmente terminaría desistiendo de esta acción, al devolver todo el dinero prestado por dicho Gobierno.
Tras los desastres ocurridos el 11 de marzo de 2011, con el terremoto ocurrido en la localidad japonesa de Fukushima, la industria de ese país entró en un profundo estado de recesión, provocando el desmoronamiento de Toyota, empresa líder del mercado mundial en ese momento. Esta situación, sería aprovechada por General Motors para retornar a la primera posición en el mercado mundial, recuperando lo que alguna vez fue suyo. El impacto de la crisis en Toyota fue tal, que terminaría siendo relegada también por el Grupo Volkswagen al tercer lugar de entre los tres máximos productores mundiales.

### GM en China
General Motors, es el fabricante de automóviles extranjero que más vende en China, con un 12.5% del mercado. La marca Buick es especialmente fuerte, encabezada por el automóvil del segmento C Buick Excelle. Cadillac inició sus ventas en China en 2004, comenzando con importaciones. GM llevó también la marca Chevrolet allá en 2005, transfiriendo el antiguo Buick Sail a esta marca. La empresa fábrica la mayoría de sus vehículos para el mercado chino localmente, a través de su empresa conjunta con Shanghái GM. La empresa conjunta con SAIC-GM-Wuling tiene también éxito vendiendo camiones y vagonetas bajo la marca Wuling Motors.

### Reestructuración corporativa
Después de ganar cuota de mercado a finales de 1990 y obtener enormes beneficios los valores de General Motors se dispararon a más de $80 por acción. No obstante, en 2000, 12 aumentos sucesivos de la tasa de interés por la Reserva Federal para sofocar el mercado de valores, y un descenso severo del mercado de valores después de los atentados del 11 de septiembre de 2001, causaron crisis de pensiones y fondos beneficiarios en General Motors y muchas otras empresas estadounidenses. Los aumentos de los costes de la asistencia sanitaria de los jubilados de General Motors y el déficit en el fondo Other Post Employment Benefit (OPEB) llevaron a la empresa a dictar un amplio plan de reestructuración. Aunque GM ya había tomado la decisión de pagar completamente su plan de pensiones, su fondo OPEB se convirtió en una cuestión para su tasa de bonos corporativa. GM había expresado su desacuerdo con la tasa de bonos; además, los fondos beneficiarios de GM estaban comportándose con tasas más altas de las esperadas de retorno. Entonces, después de una pérdida de US$10 600 000 000 (equivalente a $16 536 650 196 en 2023) en 2005, GM actuó rápidamente para implementar su plan de reestructuración. Durante el primer trimestre de 2006 GM ganó US$400 000 000 (equivalente a $604 555 959 en 2023), señalando que el cambio de tendencia ya había comenzado, aunque muchos aspectos del plan de reestructuración, todavía no se habían hecho efectivos.
En febrero de 2005, GM compró con éxito más acciones de una opción "put" de Fiat por US$2 000 000 000 (equivalente a $3 120 122 678 en 2023) o 1 550 000 000 €. En 2000, GM había vendido una participación del 6% de su accionariado a Fiat, a cambio de un 20% de participación en el fabricante de automóviles italiano. Como parte del trato, GM garantizó a Fiat una put option que, si se ejercía entre enero de 2004 y julio de 2009, podría haber forzado a GM a comprar Fiat. GM aceptó la put option en ese momento, quizá para evitar ser adquirida por otro fabricante de automóviles como DaimlerChrysler AG compitiendo con la subsidiaria alemana Opel de GM. La relación empeoró y Fiat falló en mejorarla. En 2003, Fiat se recapitalizó reduciendo así la participación de GM al 10%.
En febrero de 2006, GM arrojó sus dividendos anuales desde $2.00 a $1.00 por acción, la cual produjo un ahorro de US$565 000 000 (equivalente a $853 935 292 en 2023) en un año.
En marzo de 2006, GM se deshizo de 92,36 millones de acciones, reduciendo así su participación del 20% al 3% del fabricante japonés Suzuki, para obtener US$2 300 000 000 (equivalente a $3 476 196 765 en 2023). GM originalmente invirtió en Suzuki a principios de los años 1980.
El 23 de marzo de 2006, un consorcio privado de capital incluyendo KKR, Goldman Sachs Capital y Five Mile Capital compró US$8 800 000 000 (equivalente a $13 300 231 099 en 2023) o el 78% de GMAC, el brazo de hipotecas comerciales de GM. La nueva entidad, en donde GMAC poseerá un 21% de participación, se conocerá como Capmark Financial Group.
El 3 de abril de 2006, GM anunció que vendería el 51% de GMAC en conjunto a un consorcio liderado por Cerberus Capital Management, pagando US$14 000 000 000 (equivalente a $21 159 458 567 en 2023) durante 3 años. Los inversores también incluyen al brazo de capitales privado de Citigroup y Aozora Bank de Japón. El grupo pagaría a GM US$7 400 000 000 (equivalente a $11 184 285 243 en 2023) en total. GM retendrá aproximadamente US$20 000 000 000 (equivalente a $30 227 797 953 en 2023) en valor de financiación automotriz, unos US$4 000 000 000 (equivalente a $6 045 559 591 en 2023) durante tres años.
GM vendió su participación del 8% a Isuzu el 11 de abril de 2006, para obtener unos US$300 000 000 (equivalente a $453 416 969 en 2023) adicionales.
El 26 de junio de 2006, 35 000 empleados de GM aceptaron las compras de la empresa, bien sobre el objetivo de la empresa reduciendo significativamente los costes de operación de GM y pasivos futuros.
El 26 de junio de 2006, 12 600 empleados de Delphi, un proveedor clave para GM, aceptaron las participaciones y un plan ofrecido por GM de jubilación anticipada para evitar una huelga, después de que un juez aceptó cancelar los contratos de los sindicatos de Delphi. A 5000 empleados de Delphi se les permitió pasar a GM.
El 7 de agosto de 2007, reportaba un volumen de cotizaciones de 16,474,400, con una variación al alza de 3.17%.
El valor de la empresa al 4 de enero de 2014 era de US$62 190 000 000 (equivalente a $80 040 995 221 en 2023), mientras que en 2013 tenía una deuda de US$32 120 000 000 (equivalente a $42 012 960 000 en 2023).
| País           | Estado               | Nombre                                               | Modelos que se fabrican                                                                                         | Año de inauguración | Número de empleados |
| -------------- | -------------------- | ---------------------------------------------------- | --- | ------------------- | ------------------- |
| Estados Unidos | Míchigan             | General Motors Flint Engine Operations               | Chevrolet Aveo, Chevrolet Spark y Chevrolet Cruze                                                               | 1922                | 2,700               |
| Estados Unidos | Ohio                 | General Motors Corporation                           | Chevrolet Beat y Chevrolet Express                                                                              | 1950                | 1,285               |
| Estados Unidos | Míchigan             | GM LGR Paint Shop                                    | Cadillac CTS, GMC Sierra y Buick Regal GS                                                                       | 1985                | 2,734               |
| Estados Unidos | Míchigan             | General Motors Vehicle Engineering Center            | Chevrolet Suburban, GMC Sierra, GMC Yukon Denali, Chevrolet Cruze y Cadillac CTS                                | 1985                | 2,398               |
| Estados Unidos | Míchigan             | General Motors Lake Orion Assembly                   | Chevrolet Malibú, Chevrolet Equinox, GMC Beat y GMC Sierra Denali                                               | 1960                | 776                 |
| Estados Unidos | Míchigan             | GM Detroit-Hamtramck Assembly                        | |                     |                     |
| Estados Unidos | Kansas               | M Fairfax                                            | | 2000                |                     |
| Estados Unidos | Maryland             | General Motors Baltimore Operations                  | | 2005                |                     |
| Estados Unidos | Texas                | General Motors Asambly Arlington,                    | | 1950                |                     |
| México         | San Luis Potosí      | GM Complejo SLP                                      | Chevrolet Aveo, Chevrolet Camaro, Chevrolet Trax, Chevrolet Malibú y Cadillac Escalade                          | 2008                | 1,398               |
| México         | Coahuila de Zaragoza | GM Complejo Ramos Arizpe                             | Chevrolet Sonic, Chevrolet Cruze y Chevrolet Equinox                                                            | 1960                | 1,095               |
| México         | Ciudad de México     | General Motors de México                             | Chevrolet Spark, Cadillac ATS V y Cadillac XT5                                                                  | 1935                | 2,658               |
| México         | Guanajuato           | GM Complejo Silao                                    | GMC Sierra, Chevrolet Silverado/Cheyenne, Cadillac ATS Coupe, Cadillac CTS, Chevrolet Traverse y Buick Regal GS | 1952                | 2,354               |
| Argentina      | Santa Fe             | General Motors de Argentina                          | Chevrolet Cruze                                                                                                 | 1997                | 1,587               |
| Brasil         | Gravataí             | GM Complejo de Gravatai                              | Chevrolet Onix y Chevrolet Prisma y Chevrolet Cobalt                                                            | 1985                | 1,699               |
| Brasil         | São Paulo            | General Motors do Brasil                             | | 1970                | 2,000               |
| Brasil         | Santa Clara d'Oeste  | GM Santa Clara                                       | | 2003                | 2,677               |
| Canadá         | Ontario              | Planta de Oshawa                                     | Chevrolet Sonic                                                                                                 | 1977                | 1,658               |
| Canadá         | Ontario              | Motor de St. Catharines y operaciones de transmisión | Chevrolet Camaro, Chevrolet Spark y Chevrolet Equinox                                                           | 2002                | 665                 |
| Canadá         | Ontario              | Planta de CAMI                                       | Cadillac Escalade                                                                                               | 1978                | 1,698               |
| Corea del Sur  | Bupyeong-gu          | GM Korea                                             | | 1957                | 1,588               |
| Corea del Sur  | Gunsan               | GM Kunsan                                            | Chevrolet Spark                                                                                                 | 1965                |                     |
| Corea del Sur  | Changwon             | GM Manufacturi Changwon                              | | 1992                |                     |
| Corea del Sur  | Boryeong             | Planta Boryeong                                      | | 2008                |                     |
| Chile          | Santiago de Chile    | General Motors de Chile                              | Chevrolet LUV                                                                                                   | 1974                |                     |

## Controversia sobre los vehículos eléctricos
El 30 de junio de 2006, un documental sobre la desaparición del EV1 y otros vehículos eléctricos titulado "Who Killed the Electric Car?", debutó en los cines de Estados Unidos, creando crítica sobre la motivación detrás de la cancelación de su programa de automóviles eléctricos.
Abogados, activistas, comentaristas y periodistas consumidores y los creadores del documental reclaman que GM ha saboteado deliberadamente los esfuerzos de la empresa de vehículos eléctricos de emisión cero a través de varios métodos: fallando en el mercado, no produciendo vehículos apropiados, no satisfaciendo la demanda y usando programas de arrendamiento solamente con prohibiciones contra la compra después del final del arrendamiento.
El proceso de obtener el primer vehículo eléctrico de GM llamado EV1, fue difícil, ya que no se podía comprar directamente. En cambio, General Motors ofrecía un arrendamiento cerrado durante tres años, sin ninguna opción de renovación o compra residual. El EV1 estaba solo disponible en concesionarios especialistas de Saturn y solamente en California. Antes de revisar las opciones de arrendamiento, un arrendatario potencial debía pasar a través de un proceso de "precalificación" para aprender las diferencias del EV1 respecto los otros vehículos. Después venía una lista de espera sin fecha de entrega programada.
Varias semanas antes del debut de la película, la Smithsonian Institution anunció que su exposición del EV1 estaba siendo permanentemente eliminada y el coche EV1 puesto en un almacén. GM es uno de los mayores contribuidores financieros del museo y ambas partes negaron que este hecho contribuyera a la eliminación de la exposición.
Sin embargo, General Motors discute la existencia de cualquier conspiración en torno a la muerte del EV1. Una entrada fue expuesta en el GM FastLane Blog en 2006, en donde GM defendía su decisión diciendo que no podía garantizar que los vehículos podrían continuar siendo mantenidos en un estado de operación seguro. El fabricante de automóviles reconoce que quizá los eventos podrían haber ido de manera diferente, pero que al final ellos hicieron lo que era mejor para el interés de la seguridad del consumidor.
General Motors ha respondido a quejas sobre el desguace del programa del EV1: durante los cuatro años disponibles para el público, solo se fabricaron 800 modelos EV1. Más de US$1 000 000 000 fueron gastados en el programa EV1, con una gran porción usada para incentivos para el consumidor y mercadotecnia. Con una lista de espera de 5000 solicitantes, solamente 50 personas finalmente estaban dispuestas a aceptar un arrendamiento del EV1. Los proveedores pararon la producción de piezas de recambio debido a la baja demanda del EV1. Esto dificultó las reparaciones y la seguridad continuada de los vehículos.

### Desde General Motors
General Motors (GM) respondió a través de una exposición en un blog titulado Who Ignored the Facts About the Electric Car? por Dave Barthmuss de su departamento de comunicaciones. No habla de la película directamente, ya que afirma que no la ha visto, pero cuenta el punto de vista de GM de la historia, sobre las grandes inversiones de la empresa antes y a partir del EV1, el limitado mercado a pesar de sus esfuerzos, y de cómo tal vez podrían haber manejado mejor el desmantelamiento de la iniciativa.

"Sadly, despite the substantial investment of money and the enthusiastic fervor of a relatively small number of EV1 drivers — including the filmmaker — the EV1 proved far from a viable commercial success…"
"Lamentablemente, a pesar de la considerable inversión de dinero y el fervor entusiasta de un número relativamente pequeño de conductores del EV1 —incluido el cineasta— el EV1 no fue un éxito comercial viable…"

Apunta a las inversiones realizadas en tecnología de vehículos eléctricos desde el EV1: el híbrido de dos modos, el híbrido enchufable a la red y el programa de vehículos de células de combustible. Los directores de la película sugirieron que GM no canalizó inmediatamente sus progresos tecnológicos con el EV1 en estos proyectos, y en cambio permitió que la tecnología se "pudriera", mientras se centraban en iniciativas más rentables a corto plazo como los vehículos SUV.
A diferencia de lo que afirma la película, según Barthmuss, GM sigue trabajando con el hidrógeno:

"Although hydrogen fuel cell technology was cast as a pie-in-the-sky technology by the moviemakers, GM is making great progress in fuel cell research and development and is on track to achieving its goal to validate and design a fuel cell propulsion system by 2010 that is competitive with current combustion systems on durability and performance, and that ultimately can be built at scale, affordably..."
"Aunque la tecnología de celdas de combustible de hidrógeno fue defendida como una tecnología innovadora por los cineastas, GM está haciendo un gran progreso en la investigación y desarrollo de celdas de combustible y está en camino de lograr su objetivo de validar y diseñar un sistema de propulsión de celdas de combustible en 2010 que sea competitivo con los sistemas de combustión actuales en cuanto a durabilidad y rendimiento, y que en última instancia se puede construir a gran escala, de manera asequible..."

Según GM, no todos los modelos EV1 fueron destruidos. Muchos fueron donados a instituciones de investigación, fábricas y museos, por supuesto pertenecientes a un mundo imaginario, ya que nunca se ha escuchado que alguien aparte del museo Smithsoniano posea un EV1.
No hay otro gran fabricante de automóviles, después de Renault, que ofrezca un vehículo completamente eléctrico diseñado para el uso diario en las rutas de transporte públicas. Sin embargo, el vehículo eléctrico noruego Think Nordic, que Ford compró y retrasó después de un lanzamiento de solo arrendamiento similar, es aún muy popular en Noruega gracias a la política del gobierno de promover el uso de automóviles eléctricos. Los vehículos eléctricos en Noruega están exentos de impuestos, tienen aparcamiento gratis, pasan por las carreteras de peaje gratis y pueden conducir en los carriles bus para evitar congestiones de tráfico. Esto ha llevado a muchos consumidores noruegos a comprar uno de los muchos automóviles Think de segunda mano retirados después de los programas de arrendamiento fallidos en otros países.
Muchos analistas coinciden en que todo el escándalo formado a partir de los hechos ocurridos con el EV-1 y las notables intenciones a favor del petróleo de GM, ayudaron a causar un descenso en sus ventas y la lenta pero letal caída del precio de sus acciones, debido a la progresiva pérdida de popularidad en el mercado. De los Tres Grandes fabricantes de Detroit, GM era el más vulnerable cuando se presentó la crisis de 2008.

### Otras controversias
En 2002, GM junto a otras corporaciones multinacionales, fue demandada por un grupo de sudafricanos representando por el Khulumani Support Group. Los demandantes alegaron que la compañía produjo vehículos para las fuerzas de seguridad sudafricanas durante el apartheid. La compañía llegó a un acuerdo con los demandantes en 2012, aceptando pagar una suma de hasta US$1 500 000 (equivalente a $1 990 723 en 2023).
En los años 1940, fue acusada de intentar desmantelar el sistema de transporte público estadounidense y monopolizar la venta de autobuses.

## Apariciones en películas
- Roger & Me, primer documental del director Michael Moore. La película critica a General Motors por cerrar sus fábricas en la ciudad natal de Moore, Flint (Míchigan), a pesar de tener beneficios récord. Después de que muchos de los habitantes de Flint perdieran sus puestos de trabajo en GM, Moore afirma que la ciudad se adentró en un caos económico.
- La mayoría de los Autobots de la película Transformers son coches de GM.
- La película "No sudden move" (Sin movimientos bruscos), es una crítica a la compañía General Motors junto a Ford por ocultar la influyente contaminación que aportaban los automóviles al medioambiente.